# René Coll
 (août 2025).
Si vous disposez d'ouvrages ou d'articles de référence ou si vous connaissez des sites web de qualité traitant du thème abordé ici, merci de compléter l'article en donnant les références utiles à sa vérifiabilité et en les liant à la section « Notes et références ».
René Coll, né René François Colombiès le 10 septembre 1941 à Narbonne (Aude) et mort le 15 janvier 2009 à Carcassonne, est un chef d'orchestre, musicien, saxophoniste, producteur, compositeur et arrangeur français.

## Biographie
Issu d'une famille de musiciens, nourri au jazz et à la grande chanson, René Coll, de son nom de naissance Pierre-René Colombiès, passe son enfance et son adolescence à Narbonne, où son père tient un salon de coiffure, à quelques enjambées du Canal de la Robine. 
Il découvre très tôt le conservatoire et montre de sérieuses dispositions pour le violon avant de se tourner à l'âge de 12 ans vers le saxophone. Au collège, il participe à de nombreux groupes, surtout ceux possédant des sections de cuivres, pour combler sa passion des instruments à vent. À 14 ans, René Coll monte sur scène avec les musiciens de l'orchestre de son père. C'est la révélation : il en fera son métier.
À 18 ans, il quitte le cocon familial et monte à Paris avec un ami pour chercher une place de musicien dans un orchestre. Au cours d'un bœuf dans un cabaret à Saint-Germain-des-Prés, il joue du saxophone soprano et se fait remarquer par Stéphane Grappelli. Il jouera également de la flûte traversière. S'ensuit une succession de concerts durant deux ans, mais le mal du pays se fait sentir et incite Coll à revenir à Narbonne.
En 1961, il constitue une formation de jazz dont la vocation est d'interpréter la musique de ses illustres prédécesseurs, remporte très vite un franc succès. Il a également joué du vibraphone.
Les années passent et les modes changent : les années 1960 seront marquées par les yéyés et les groupes de rock. D'un tempérament musical très ouvert, René Coll, après s'être nourri des sonorités du jazz, se tournera vers les variétés et animera les fameux bals populaires, programmé par Marcel Réval, directeur de l'agence artistique Inter Paris. Le succès ne se fait pas attendre. 
Les débuts de la RTF, la télévision française, sont marqués par des émissions de variétés françaises. Les grands orchestres sont très recherchés pour accompagner en direct tout ce que la chanson française compte de talents. L'orchestre René Coll est sollicité par Maritie et Gilbert Carpentier pour accompagner les artistes de l'émission Numéro 1. En 1967, c'est le début de sa carrière télévisuelle. Les Numéros 1 étaient construits autour d'un artiste et scénarisés avec de nombreux sketches et chansons. Ces émissions connurent un énorme succès
En 1972 : changement de registre. Jacques Chancel contacte René Coll pour son émission Le Grand Échiquier. Dans cette émission sont mêlés variétés et intellectuels divers, avec une bonne dose de musique classique. René Coll y dirigera un orchestre de 65 musiciens.
Lors d'un gala à Béziers, le Grand Orchestre de René Coll se fait remarquer par un ami de Michel Sardou et débuteront leurs huit années de collaboration et d'amitié. De 1975 à 1983, des Ricains à Musulmanes, René Coll et son orchestre séviront donc aux côtés de Michel Sardou. Ensemble, ils triompheront 6 fois sur la scène du Palais des congrès de Paris et lors de tournées en France et à l'étranger René Coll, à la fois compositeur et arrangeur, gravera 15 45 tours et six 33 tours avec lui.
Puis Guy Lux propose à René et son orchestre de remplacer le grand orchestre de Raymond Lefebvre et d'animer la partie musicale de Cadence 3, tandis que lui dirige le jeu et fait défiler les chanteurs.
Dès la fin des années 1970, apparaît le nouveau roi des émissions télé : Michel Drucker. Il conquiert le public et devient l'ami des artistes. Il franchit le cap avec de grands shows du samedi soir, Stars d'abord puis Champs-Élysées, sur Antenne 2 où il s'offre un orchestre de qualité pour accompagner les artistes : René Coll. De Champs-Élysées à Sacrée Soirée, dès septembre 1991, Jean-Pierre Foucault vient lui proposer la direction du Grand Orchestre de Sacrée Soirée : une grande émission de variétés hebdomadaire qui voit le jour dès 1987 avec la privatisation de TF1. L'émission se déroule chaque semaine jusqu'en 1995.
Après avoir été chef d'orchestre de variétés pendant des années, René Coll met entre parenthèses sa carrière télévisuelle et en profite pour monter un spectacle reprenant les grands succès contemporains. Il retrouve avec plaisir la scène et se produit partout dans le grand sud français en promouvant de nouveaux artistes comme Vladimir Max et son titre Evelyne aux côtés de Patrick Sébastien pour la tournée d'été.
Dès 1997, France 3 le contacte. Face à l'engouement du public pour l'émission Fa si la chanter animée par Pascal Brunner, la production recherche un grand orchestre talentueux. Débute alors une collaboration entre Pascal Brunner et René Coll, de plateaux télés en salles de spectacles en passant par les studios d'enregistrement où ils réalisent un single. L'orchestre René Coll est intervenu dans Chéri, Chéries une émission mensuelle de TF1 animée par Pascal Brunner.
Depuis janvier 1999, outre les nombreux artistes qu'il accompagne en gala, l'orchestre se produit dans une émission mensuelle de France 2,  Les Années Bonheur, émission animée par Patrick Sébastien, La Grande École des Fans et chaque année depuis six ans pour l'élection de Miss France. 
À partir de 2004, des soirées spéciales animées par Patrick Sébastien comme Shirley et Dino & Cie, Spéciale Henri Salvador ou Spéciale Sylvie Vartan et Dany Brillant, Le Plus Grand Cabaret du monde, La Télé de Sébastien, les Spéciales de Dany Brillant, Chico et les Gypsy… sont autant d'interventions de René Coll et son orchestre.
En novembre 2006, le musicien donnera une longue interview dans la biographie "Michel Sardou, l'ombre et la lumière", dédiée "A Jenny et René"…
Étant malade depuis plusieurs mois, il se fait remplacer sur scène et dans les enregistrements studio. Il meurt à Carcassonne le 15 janvier 2009 à l'âge de 67 ans des suites d'un cancer fulgurant des poumons. Il est inhumé à Trèbes (Aude).

## Festival Charles Trenet à Narbonne
(novembre 2018).
Pour la première fois en 2008, la ville de Narbonne a organisé le Festival Charles Trenet qu'elle a l'intention de renouveler annuellement. Sur une initiative de René Coll, de Marie-Claude Eglessiès et de Jean Rambaud. Chanteurs confirmés, producteurs et agents y rencontrent les nouveaux talents de la scène française. Au rythme de la fête, des bodegas et d’un grand festival des arts de la rue, la cité narbonnaise s’anime tout entière pour célébrer son « Fou chantant ».

## Pour en savoir plus